# Provinz Moxico
Moxico ist eine der 18 Provinzen des afrikanischen Staates Angola. Moxico ist die flächenmäßig größte Provinz des Landes. Im Jahr 2024 wurde der Osten der Provinz abgespalten und als Provinz Moxico Leste eine eigene Verwaltungseinheit.

## Geografie
Die Provinz Moxico hatte vor dem Abspalten der östlichen Teile im Jahr 2024 eine Fläche von 223.023 km². Sie liegt im Osten des Landes und grenzt im Osten an die Nordwestprovinz und die Westprovinz in Sambia. Im Süden grenzt sie an die Provinz Cuando und die Provinz Cubango, im Westen an die Provinz Bié, im Norden an die Provinz Lunda Sul und im Nordosten an die Provinz Moxico Leste.
Durch die Provinz fließen mehrere große Flüsse, die außer dem Sambesi, ihre Quellen im Hochland von Bié haben. Die größten sind von Norden nach Süden der Luena, der Luanginga, der Lungwebungu und der Cuando.
2006 betrug die Schätzung der Einwohnerzahl etwa 230.000 Einwohner, bei der Volkszählung 2014 wurden 758.568 Einwohner gezählt. Die Schätzung für 2019 beträgt 880.500 Einwohner.

## Verwaltung
Die Provinz teilt sich in 12 Kreise (Municípios) auf. Die Provinzhauptstadt ist Luena.
Folgende Kreise liegen in der Provinz Moxico, der Hauptort jeweils in Klammern:
- Luena (Luena)
- Cambanga (Cangamba)
- Lumbala Nguimbo (Lumbala Nguimbo)
- Camanongue (Camanongue)
- Léua (Léua)
- Lutembo (Lutembo)
- Lucusse (Lucusse)
- Cangumbe (Cangumbe)
- Chiume (Chiume)
- Alto Cuito
- Ninda (Ninda)
- Lutuai (Lutuai)

Ein weiterer Ort in der Provinz ist Luchazes.

## Geschichte
Der Führer der UNITA-Rebellen, Jonas Savimbi, hatte in der Provinz während des Bürgerkrieges in Angola eine Hauptoperationsbasis. Savimbi starb hier auf der Flucht bei einem Feuergefecht mit angolanischen Regierungstruppen im Februar 2002. Er wurde in der Ortschaft Lucusse (Moxico) begraben, etwa 1000 Kilometer (600 Meilen) südöstlich von der Hauptstadt Luanda, unter einem Baum in der Nähe, wo er getötet wurde.

## Wirtschaft und Verkehr
Die Provinz Moxico ist eine relativ dünn besiedelte Trockensavanne, die nur von wenigen landwirtschaftlichen Nutzflächen unterbrochen wird. Um Luena wird Mais und um Canconga Erdnüsse angebaut. Weitere Anbauprodukte sind Reis, Maniok und Weizen, ferner wird Geflügelzucht betrieben. An mineralischen Rohstoffen gibt es Kohle, Kupfer-, Mangan- und Eisenerze.
Die Benguelabahn durchquert die Provinz.